# Parque Nacional de Morne Trois Pitons
O Parque Nacional de Morne Trois Pitons é um parque nacional na Dominica, classificado como Património Mundial pela Unesco em 1997. Foi estabelecido como parque nacional em julho de 1975. Tem 68.75 km² de área. O parque está centrado num vulcão com 1.342m chamado Morne Trois Pitons. Com os seus declives abruptos e vales profundamente cortados, lagos de água doce, um " lago " fervente e cinco vulcões menores, o parque apresenta a maior biodiversidade das Pequenas Antilhas.
Os pontos mais visitados do parque são:
- O Vale da Desolação
- O lago Boiling
- Piscina Esmeralda

## Ligações Externas
- (em inglês) Dominica Virtual.com
- (em inglês) Unesco